# Liste der Kulturdenkmäler in Frankfurt-Nordend (A–F)
In der Liste der Kulturdenkmäler in Frankfurt-Nordend sind alle Kulturdenkmäler im Sinne des Hessischen Denkmalschutzgesetzes in Frankfurt-Nordend, einem Stadtteil von Frankfurt am Main aufgelistet. Aufgrund der Größe ist die Liste in drei Teillisten (A–F, G–K und L–Z) aufgeteilt.
Grundlage ist die Denkmaltopographie aus dem Jahre 1994, die zuletzt 2000 durch einen Nachtragsband ergänzt wurde. Zusätzlich wird auf die 2008 erschienene Ausgabe des Handbuchs der Deutschen Kunstdenkmäler für den Regierungsbezirk Darmstadt zurückgegriffen, sofern dort aktuellere oder zusätzliche Informationen vorhanden sind. In der Denkmaltopographie überwiegend abgekürzte Namen von Architekten, Baumeistern und Künstlern sind, soweit möglich, nach der unter dem Abschnitt Werke zu Architekten und Künstlern genannten Literatur aufgelöst.

## Kulturdenkmäler in Frankfurt-Nordend

### Adlerflychtstraße
| Bild           | Bezeichnung                        | Lage                               | Beschreibung | Bauzeit | Daten |
| -------------- | ---------------------------------- | ---------------------------------- | --- | ------- | ----- |
| weitere Bilder | Ateliergebäude Adlerflychtstraße 4 | Nordend, Adlerflychtstraße 4 Lage  | Neoklassizistisches Ateliergebäude, dessen Fassadenarchitrav fünf überlebensgroße Karyatiden – nach Vorbild der Koren am Athener Erechtheion – tragen. | 1903    |       |
| weitere Bilder | Etagenhaus Adlerflychtstraße 19    | Nordend, Adlerflychtstraße 19 Lage | Spätklassizistisches Etagenhaus nach Art einer Villa; Doppelhaus mit Humboldtstraße 34.                                                                | 1874    |       |

### Arnsteiner Straße
| Bild                                       | Bezeichnung                         | Lage                              | Beschreibung | Bauzeit | Daten |
| ------------------------------------------ | ----------------------------------- | --------------------------------- | --- | ------- | ----- |
| Arnsteiner Straße 1, von Nordosten gesehen | Einfamilienhaus Arnsteiner Straße 1 | Nordend, Arnsteiner Straße 1 Lage | Einfamilienhaus im Geschmack der Neurenaissance; formaler Zusammenhang der Doppelvillen an der Wetteraustraße mit dortigem Axialerker, -balkon und -giebel betont. | 1904    |       |

### Bäckerweg
| Bild                                | Bezeichnung            | Lage                       | Beschreibung | Bauzeit | Daten |
| ----------------------------------- | ---------------------- | -------------------------- | --- | ------- | ----- |
| Bäckerweg 23, von Nordosten gesehen | Mietshaus Bäckerweg 23 | Nordend, Bäckerweg 23 Lage | Nobles Mietshaus der Neurenaissance mit axialem Erkerrisalit; ursprüngliche Einfriedung.                                                 | 1902    |       |
| Bäckerweg 28, von Südwesten gesehen | Mietshaus Bäckerweg 28 | Nordend, Bäckerweg 28 Lage | Nobles Mietshaus im Geschmack des Neoklassizismus nach Entwurf von O. Bauch mit asymmetrischem Fassadenerker; ursprüngliche Einfriedung. | 1907    |       |

### Baumweg
| Bild                   | Bezeichnung     | Lage                      | Beschreibung | Bauzeit | Daten |
| ---------------------- | --------------- | ------------------------- | --- | ------- | ----- |
| Baumweg 3              | Villa Baumweg 3 | Nordend, Baumweg 3 Lage   | Klassizistische Villa in annähernd kubischer Form, Erdgeschoss in nobler Bänderrustika, Beletage mit dekorierten Fensterrahmen und axialem Balkon.                                              | 1872    |       |
| Baumweg 5-7 (Synagoge) | Baumweg 5-7     | Nordend, Baumweg 5-7 Lage | Synagoge nach Entwurf von Max Seckbach in Mischformen aus Neobarock und Jugendstil mit aufwendiger Giebelfront als Ersatz für den ehemaligen jüdischen Kindergarten; ursprüngliche Einfriedung. | 1906    |       |

### Baustraße
| Bild                                   | Bezeichnung                | Lage                       | Beschreibung | Bauzeit                                            | Daten |
| -------------------------------------- | -------------------------- | -------------------------- | --- | -------------------------------------------------- | ----- |
| Baustraße 4                            | Mietshaus Baustraße 4      | Nordend, Baustraße 4 Lage  | Konventionelles Mietshaus im retardierenden Schema des Spätklassizismus.                                                              | 1887                                               |       |
| Baustraße 5                            | Etagenhaus Baustraße 5     | Nordend, Baustraße 5 Lage  | Nobles Etagenhaus der Neurenaissance nach Entwurf von Johann Christoph Welb mit klassizistischen Anklängen.                           | 1875                                               |       |
| Baustraße 6                            | Mietshaus Baustraße 6      | Nordend, Baustraße 6 Lage  | wie Baustraße 4. | 1875                                               |       |
| Baustraße 7                            | Etagenhaus Baustraße 7     | Nordend, Baustraße 7 Lage  | Nobles Etagenhaus der Neurenaissance nach Entwurf von Johann Christoph Welb mit klassizistischen Anklängen und spärlicher Bauplastik. | 1875                                               |       |
| Baustraße 8                            | Mietshaus Baustraße 8      | Nordend, Baustraße 8 Lage  | Mietshaus der Neurenaissance nach Entwurf von Louis Schwennhagen.                                                                     | 1891                                               |       |
| Baustraße 10                           | Mietshaus Baustraße 10     | Nordend, Baustraße 10 Lage | ähnlich wie Baustraße 8. | 1891                                               |       |
| Baustraße 12                           | Mietshaus Baustraße 12     | Nordend, Baustraße 12 Lage | Spätklassizistisches Mietshaus mit spärlichem Dekor in der Beletage.                                                                  | 1865                                               |       |
| Baustraße 14                           | Mietshaus Baustraße 14     | Nordend, Baustraße 14 Lage | Spätklassizistisches Mietshaus in konventionellen Formen.                                                                             | 1863                                               |       |
| Baustraße 16                           | Mietshaus Baustraße 16     | Nordend, Baustraße 16 Lage | Spätklassizistisches Mietshaus in Dimensionen einer Villa.                                                                            | 1872                                               |       |
| Baustraße 17 (Eingang links zu Nr. 15) | Mietshaus Baustraße 17     | Nordend, Baustraße 17 Lage | Nobles Mietshaus des Spätklassizismus mit antikisierenden Friesen und axialem Risalit.                                                | 1865                                               |       |
| Baustraße 19                           | Vorstadtvilla Baustraße 19 | Nordend, Baustraße 19 Lage | Spätklassizistische Vorstadtvilla mit Zwerchhaus und Einfriedung.                                                                     | 1863 (Kernbau) / 1902 (Zwerchhaus und Einfriedung) |       |

### Berger Straße
| Bild              | Bezeichnung                  | Lage                                               | Beschreibung | Bauzeit                                                                                          | Daten |
| ----------------- | ---------------------------- | -------------------------------------------------- | --- | ------------------------------------------------------------------------------------------------ | ----- |
| weitere Bilder    | Bethmannpark                 | Nordend, Berger Straße (= Friedberger Anlage) Lage | Landschaftspark im englischen Geschmack mit künstlichem Hügel und Weiher im Winkel zweier ehemaliger Chausseen als Ergänzung des Anwesens Friedberger Landstraße 8 (s. u.). | Frühes 19. Jahrhundert                                                                           |       |
| Berger Straße 4   | Mietshaus Berger Straße 4    | Nordend, Berger Straße 4 (= Hermesweg 16) Lage     | Konventionelles Mietshaus des Spätklassizismus. In städtebaulich wichtiger Eckposition. | 1861                                                                                             |       |
| Berger Straße 6   | Mietshaus Berger Straße 6    | Nordend, Berger Straße 6 Lage                      | Schlichtes Mietshaus des Spätklassizismus. | 1861                                                                                             |       |
| Berger Straße 8   | Mietshaus Berger Straße 8    | Nordend, Berger Straße 8 Lage                      | Nobel gestaltetes Mietshaus des Spätklassizismus; allegorische Nischenfiguren. | 1861                                                                                             |       |
| Berger Straße 10  | Mietshaus Berger Straße 10   | Nordend, Berger Straße 10 Lage                     | Konventionelles Mietshaus des Spätklassizismus mit Resten ehemals reicherer Fassadengliederung. | 1878                                                                                             |       |
| Berger Straße 12  | Mietshaus Berger Straße 12   | Nordend Lage                                       | Konventionelles Mietshaus aus dem Übergang vom Spätklassizismus zur Neurenaissance; an symmetrischer Hauptfront doppelachsige Blendarchitektur mit Ziergiebel. | 1877                                                                                             |       |
| Berger Straße 51  | Berger Straße 51             | Nordend, Berger Straße 51 Lage                     | Dominierende Miets- und Geschäftshäuser der Neurenaissance; dreiachsige Klinkerfassade mit Blendbögen aus rotem Sandstein, kopfförmigen Schlusssteinen und abschließendem Relieffries. | 1881                                                                                             |       |
| weitere Bilder    | Katholische St. Josefskirche | Nordend, Berger Straße 135 Lage                    | Gewölbebasilika einer modern geprägten Neogotik nach Entwurf von Hans und Christoph Rummel; am quergestellten Frontturm Statue des Kirchenpatrons von Arnold Hensler. Links anschließend gotisierende Vorhalle. Nördlich am Chor neogotischer Vorgängerbau (mit älteren Resten) nach Plänen von Max Meckel. | 14. Jahrhundert (ältere Reste) / 1876/77 (Vorgängerbau) / 1931/32 (Gewölbebasilika und Vorhalle) |       |
| Berger Straße 142 | Mietshaus Berger Straße 142  | Nordend, Berger Straße 142 Lage                    | Spätklassizistisches Mietshaus. | 1878                                                                                             |       |
| Berger Straße 144 | Mietshaus Berger Straße 144  | Nordend, Berger Straße 144 Lage                    | Breit angelegtes Mietshaus des Spätklassizismus. | 1873                                                                                             |       |
| Berger Straße 150 | Eckhaus Berger Straße 150    | Nordend, Berger Straße 150 Lage                    | Schlichtes Eckhaus des Spätklassizismus. | 1873                                                                                             |       |
| weitere Bilder    | Mietshaus Berger Straße 174  | Nordend, Berger Straße 174 Lage                    | Mietshaus der Neurenaissance nach Entwurf von C. W. Fück mit aufwendig dekorierter Fassade. | 1904                                                                                             |       |

### Blumenstraße
| Bild                                  | Bezeichnung               | Lage                         | Beschreibung | Bauzeit | Daten |
| ------------------------------------- | ------------------------- | ---------------------------- | --- | ------- | ----- |
| Blumenstraße 2, von Südosten gesehen  | Maurisches Haus           | Nordend, Blumenstraße 2 Lage | Orientalisch geprägte Vorstadtvilla des romantischen Klassizismus mit mauresken Fensterbögen, Reliefs und Eckfialen in rekonstruierter Farbigkeit. | 1857    |       |
| Blumenstraße 9, von Nordosten gesehen | Etagenhaus Blumenstraße 9 | Nordend, Blumenstraße 9 Lage | Anspruchsvolles Etagenhaus des Klassizismus mit turmartigem Eckrisalit.                                                                            | 1858    |       |

### Böttgerstraße
| Bild                                       | Bezeichnung       | Lage                              | Beschreibung | Bauzeit | Daten |
| ------------------------------------------ | ----------------- | --------------------------------- | --- | ------- | ----- |
| Kinderkrankenhaus                          | Kinderkrankenhaus | Nordend, Böttgerstraße 22 Lage    | Hospitalgebäude nach Entwurf von A. Albert (ursprünglich Kinderheim). Außenbau durch gotisierende Details, oberes Geschoss von Fachwerk und überkuppeltem Dachreiter bestimmt. | 1905    |       |
| Böttgerstraße 24–28, von Südwesten gesehen | Sophienheim       | Nordend, Böttgerstraße 24–28 Lage | Altenheim nach Entwurf von K. H. Müller. Monumentales Gebäude in Formen des Jugendstils mit axialem Fassadengiebel in rekonstruierter Sgraffitodekoration.                     | 1905    |       |

### Bornheimer Landstraße
| Bild                               | Bezeichnung                          | Lage                                                           | Beschreibung | Bauzeit                                | Daten |
| ---------------------------------- | ------------------------------------ | -------------------------------------------------------------- | --- | -------------------------------------- | ----- |
| Mietshaus Bornheimer Landstraße 55 | Mietshaus Bornheimer Landstraße 55   | Nordend, Bornheimer Landstraße 55 Lage                         | Nobles Mietshaus aus der Wende von Spätklassizismus zu Neurenaissance; ursprüngliche Einfriedung.                                                           | 1877                                   |       |
| Bornheimer Landstraße 58           | Mietshaus Bornheimer Landstraße 58   | Nordend, Bornheimer Landstraße 58 Lage                         | Repräsentatives Mietshaus der Neurenaissance nach Entwurf von Julius Hermann Lönholdt mit symmetrischer Klinkerfassade in ausgewogener Sandsteingliederung. | 1894                                   |       |
| Bornheimer Landstraße 60           | Mietshaus Bornheimer Landstraße 60   | Nordend, Bornheimer Landstraße 60 Lage                         | Mietshaus der Neurenaissance nach Entwurf von Julius Hermann Lönholdt in formalem Anschluss zu Bornheimer Landstraße 58.                                    | 1894                                   |       |
| Bornheimer Landstraße 62           | Mietshaus Bornheimer Landstraße 62   | Nordend, Bornheimer Landstraße 62 Lage                         | Mietshaus der Neurenaissance nach Entwurf von Julius Hermann Lönholdt.                                                                                      | 1894                                   |       |
| Bornheimer Landstraße 63           | Reihenvilla Bornheimer Landstraße 63 | Nordend, Bornheimer Landstraße 63 Lage                         | Spätklassizistische Reihenvilla. | 1877                                   |       |
| Mietshaus Bornheimer Landstraße 64 | Mietshaus Bornheimer Landstraße 64   | Nordend, Bornheimer Landstraße 64 (= Günthersburgallee 2) Lage | Stattliches Mietshaus der Neurenaissance; ursprüngliche Einfriedung.                                                                                        | 1894                                   |       |
| Bornheimer Landstraße 65           | Reihenvilla Bornheimer Landstraße 65 | Nordend, Bornheimer Landstraße 65 Lage                         | Spätklassizistische Reihenvilla; Fenster der Beletage akzentuiert.                                                                                          | 1877                                   |       |
| Bornheimer Landstraße 67           | Reihenvilla Bornheimer Landstraße 67 | Nordend, Bornheimer Landstraße 67 Lage                         | Spätklassizistische Reihenvilla mit nobler Fassadengliederung.                                                                                              | 1877                                   |       |
| Bornheimer Landstraße 69           | Reihenvilla Bornheimer Landstraße 69 | Nordend, Bornheimer Landstraße 69 Lage                         | Im Kern vermutlich spätklassizistische Reihenvilla, als schmalbrüstiges Mietshaus später aufgestockt.                                                       | 1877 (Kernbau) / um 1900 (Aufstockung) |       |
| Bornheimer Landstraße 71           | Reihenvilla Bornheimer Landstraße 71 | Nordend, Bornheimer Landstraße 71 Lage                         | Spätklassizistische Reihenvilla mit Resten noblen Fassadendekors.                                                                                           | 1877                                   |       |
| Bornheimer Landstraße 73           | Reihenvilla Bornheimer Landstraße 73 | Nordend, Bornheimer Landstraße 73 Lage                         | Spätklassizistische Reihenvilla hinter unpassend geglätteter Front.                                                                                         | 1877                                   |       |

### Bornwiesenweg
| Bild             | Bezeichnung | Lage                           | Beschreibung                                                                            | Bauzeit | Daten |
| ---------------- | ----------- | ------------------------------ | --------------------------------------------------------------------------------------- | ------- | ----- |
| weitere Bilder   |             | Nordend, Bornwiesenweg 20 Lage | Mietshaus des romantisierenden Klassizismus; symmetrische Fassade mit spärlichem Dekor. | 1861    |       |
| Bornwiesenweg 75 |             | Nordend, Bornwiesenweg 75 Lage | Mietshaus der Neurenaissance in gediegener Fassadengliederung.                          | 1891    |       |

### Burgstraße
| Bild           | Bezeichnung                              | Lage                           | Beschreibung | Bauzeit                           | Daten |
| -------------- | ---------------------------------------- | ------------------------------ | --- | --------------------------------- | ----- |
| Burgstraße 11c | Verwaltungsgebäude Burgstraße 11c        | Nordend, Burgstraße 11c Lage   | Verwaltungsgebäude der Feuerwache 2 nach Art einer ländlichen Villa mit Klinkerfassaden und Fachwerkgiebeln in historistischen Formen.                           | 1893                              |       |
| weitere Bilder | Merianschule                             | Nordend, Burgstraße 21–23 Lage | Klinkerbau in Formen der Neurenaissance mit turmähnlichen Portalrisaliten in ausgewogenen Proportionen, nach Osten später ergänzt.                               | 1885 (Kernbau) / 1902 (Ergänzung) |       |
| weitere Bilder | Comeniusschule (ehemalige Lersnerschule) | Nordend, Burgstraße 59 Lage    | Klinkerbau nach Entwurf von Johann Justus Gustav Rügemer in renaissancistisch geprägten Formen. Außenbau in dekorativem Rautenraster; ursprüngliche Einfriedung. | 1882/1883                         |       |

### Cronstettenstraße
| Bild         | Bezeichnung                   | Lage                               | Beschreibung | Bauzeit   | Daten |
| ------------ | ----------------------------- | ---------------------------------- | --- | --------- | ----- |
| Nellinistift | Rose-Livingston-/Nellinistift | Nordend, Cronstettenstraße 57 Lage | Verwaltungsgebäude des Neoklassizismus nach Entwurf von Bruno Paul in der Art eines herrschaftlichen Landhauses; Akzentuierung der Gebäudemitte durch Giebel und auf Säulen vorgezogenen Balkon. | 1912/1913 |       |

### Dortelweiler Straße
| Bild           | Bezeichnung                                               | Lage                                                        | Beschreibung | Bauzeit | Daten |
| -------------- | --------------------------------------------------------- | ----------------------------------------------------------- | --- | --- | ----- |
| weitere Bilder | Wasserpark (Park, Pumpenhäuser, Hochbehälter und Obelisk) | Dortelweiler Straße 105 (= Friedberger Landstraße 338) Lage | Parkartig gestaltete Anlage über einem Wasserreservoir mit qualitätvoll im Geschmack der Neurenaissance aus rotem Sandstein gestalteten Eingangsbauten. Pumpenhaus sowie klassizistischer Einstiegsobelisk der schon früher nach Plänen von P. J. Hoffmann im Knoblauchsfeld angelegten Quellwassergalerie. | 1828–1834 (Quellwassergalerie und Einstiegsobelisk) / 1873–89 (Park, Hochbehälter und Eingangsbauten) / 1901 (Pumpenhaus) |       |

### Eckenheimer Landstraße
| Bild                       | Bezeichnung                            | Lage                                               | Beschreibung | Bauzeit   | Daten |
| -------------------------- | -------------------------------------- | -------------------------------------------------- | --- | --------- | ----- |
| Eckenheimer Landstraße 2   | Scheffeleck                            | Eckenheimer Landstraße 2 (= Scheffelstraße 1) Lage | Repräsentatives Mietshaus nach Entwurf von Gustav Klemm. Opulente Neurenaissancefassade aus gelbem Sandstein. Engelbert Humperdinck schrieb hier seine Oper Hänsel und Gretel | 1889      |       |
| weitere Bilder             | Doppelhaus Eckenheimer Landstraße 9-11 | Eckenheimer Landstraße 9/11 Lage                   | Klassizistisches Doppelhaus mit symmetrischer Fassade. | 1863      |       |
| Eckenheimer Landstraße 13  | Doppelhaus Eckenheimer Landstraße 13   | Eckenheimer Landstraße 13 Lage                     | wie Eckenheimer Landstraße 9; Teil eines Doppelhauses mit Mittelweg 1. | 1863      |       |
| Eckenheimer Landstraße 17  | Mietshaus Eckenheimer Landstraße 17    | Eckenheimer Landstraße 17 Lage                     | Nobles Mietshaus des Neoklassizismus mit Zierfassaden im Stil Louis-seize. | 1903      |       |
| Eckenheimer Landstraße 30  | Villa Eckenheimer Landstraße 30        | Eckenheimer Landstraße 30 Lage                     | Villa des romantischen Klassizismus; mit Eckenheimer Landstraße 32 als Doppelhaus angelegt. | 1872      |       |
| Eckenheimer Landstraße 32  | Villa Eckenheimer Landstraße 32        | Eckenheimer Landstraße 32 Lage                     | wie Eckenheimer Landstraße 30. | 1872      |       |
| Eckenheimer Landstraße 74  | Mietshaus Eckenheimer Landstraße 74    | Eckenheimer Landstraße 74 Lage                     | Spätklassizistisches Mietshaus nach Entwurf von W. Matheis – konventionell in Struktur und Dekor, doch städtebaulich markant. | 1878      |       |
| Altes Portal               | Altes Portal                           | Eckenheimer Landstraße 188–190 Lage                | Klassizistischer Torbau nach Entwurf von Friedrich Rumpf mit monumentalem dorischen Säulenfrontispiz zwischen symmetrischen Flügelbauten für Verwaltung und Leichenhalle; Giebelskulpturen von Johann Nepomuk Zwerger. | 1826–1828 |       |
| weitere Bilder             | Hauptfriedhof                          | Eckenheimer Landstraße 188–190 Lage                | Eingefriedeter Begräbnisplatz nach Plänen des Stadtgärtners Sebastian Rinz mit zahlreichen künstlerisch und historisch bedeutenden Grabmalen. Mehrfach nach Norden über ursprünglich rechteckiges Areal hinaus erweitert – zuletzt nach Plänen von C. Heicke (Gruftenhalle s. u. Rat-Beil-Straße).                                    | 1828–1909 |       |
| Neues Portal Hauptfriedhof | Neues Portal und Trauerhalle           | LageFlur: Rat-Beil-Straße, Flurstück:              | Monumentaler Gebäudekomplex aus Vorhalle, Kuppelkirche und Leichenhalle in vorwiegend neoklassizistischen Formen nach Entwurf von H. Reinhardt und G. Süßenguth in Anlehnung an ravennatische Bauten der Spätantike; zahlreiche Reste originaler Jugendstil-Dekoration. Gegenüber Verwaltungsgebäude, davor Pförtnerhäuschen und Tor. | 1909      |       |
| weitere Bilder             | Jüdisches Portalgebäude                | Eckenheimer Landstraße 230 Lage                    | Symmetrisch mit zentralem Hof angelegter, moderner Klinkerbau nach Entwurf von Fritz Nathan. | 1928/1929 |       |

### Egenolffstraße
| Bild                        | Bezeichnung                    | Lage                                                | Beschreibung | Bauzeit | Daten |
| --------------------------- | ------------------------------ | --------------------------------------------------- | --- | ------- | ----- |
| weitere Bilder              | Mietshaus Egenolffstraße 2     | Nordend, Egenolffstraße 2 Lage                      | Gediegenes Mietshaus der Neurenaissanc in städtebaulich wirksamer Eckposition. | 1901    |       |
| Mietshaus Egenolffstraße 3a | Mietshaus Egenolffstraße 3a    | Nordend, Egenolffstraße 3a Lage                     | Mietshaus der Neurenaissance nach Entwurf von Hermann Walther. | 1900    |       |
| Mietshaus Egenolffstraße 4  | Mietshaus Egenolffstraße 4     | Nordend, Egenolffstraße 4 Lage                      | Konventionelles Mietshaus der Neurenaissanc. | 1899    |       |
| Mietshaus Egenolffstraße 4a | Mietshaus Egenolffstraße 4a    | Nordend, Egenolffstraße 4a Lage                     | wie Egenolffstraße 4 | 1899    |       |
| weitere Bilder              | Doppelhaus Egenolffstraße 5/5a | Nordend, Egenolffstraße 5/5a Lage                   | Doppelhaus der Neurenaissance nach Entwurf von Hermann Walther. | 1900    |       |
| Mietshaus Egenolffstraße 6  | Mietshaus Egenolffstraße 6     | Nordend, Egenolffstraße 6 Lage                      | wie Egenolffstraße 4 | 1899    |       |
| Mietshaus Egenolffstraße 7  | Mietshaus Egenolffstraße 7     | Nordend, Egenolffstraße 7 Lage                      | Mietshaus der Neurenaissance nach Entwurf von Hermann Walther mit übergiebeltem Portalrisalit. | 1902    |       |
| weitere Bilder              | Mietshaus Egenolffstraße 7a    | Nordend, Egenolffstraße 7a Lage                     | wie Egenolffstraße 7 | 1902    |       |
| Mietshaus Egenolffstraße 9  | Mietshaus Egenolffstraße 9     | Nordend, Egenolffstraße 9 Lage                      | Mietshaus nach Entwurf von Joseph Simon mit gotisierender Giebelfront. | 1899    |       |
| Mietshaus Egenolffstraße 10 | Mietshaus Egenolffstraße 10    | Nordend, Egenolffstraße 10 Lage                     | Mietshaus der Neurenaissance mit symmetrischer Fassade hinter Verkleidung. | 1900    |       |
| Mietshaus Egenolffstraße 11 | Mietshaus Egenolffstraße 11    | Nordend, Egenolffstraße 11 Lage                     | wie Egenolffstraße 9 | 1899    |       |
| Mietshaus Egenolffstraße 12 | Mietshaus Egenolffstraße 12    | Nordend, Egenolffstraße 12 Lage                     | wie Egenolffstraße 10, jedoch stark verändert. | 1900    |       |
| Mietshaus Egenolffstraße 12 | Mietshaus Egenolffstraße 12    | Nordend, Egenolffstraße 13 Lage                     | wie Egenolffstraße 10, jedoch stark verändert. | 1900    |       |
| Mietshaus Egenolffstraße 14 | Mietshaus Egenolffstraße 14    | Nordend, Egenolffstraße 14 Lage                     | Mietshaus der Neurenaissance. | 1903    |       |
| weitere Bilder              | Mietshaus Egenolffstraße 15    | Nordend, Egenolffstraße 15 Lage                     | Mietshaus der Neurenaissancenach Entwurf von Hermann Walther. | 1899    |       |
| Mietshaus Egenolffstraße 16 | Mietshaus Egenolffstraße 16    | Nordend, Egenolffstraße 16 Lage                     | wie Egenolffstraße 12, jedoch gut erhalten. | 1900    |       |
| weitere Bilder              | Mietshaus Egenolffstraße 17    | Nordend, Egenolffstraße 17 Lage                     | Mietshaus der Neurenaissancemit Klinkerfassade. | 1900    |       |
| Mietshaus Egenolffstraße 18 | Mietshaus Egenolffstraße 18    | Nordend, Egenolffstraße 18 Lage                     | Mietshaus der Neurenaissance nach Entwurf von Hermann Walther. | 1900    |       |
| weitere Bilder              | Mietshaus Egenolffstraße 19    | Nordend, Egenolffstraße 19 Lage                     | Mietshaus der Neurenaissance nach Entwurf von Philipp Reinhardt Kleinhansz. | 1899    |       |
| Mietshaus Egenolffstraße 20 | Mietshaus Egenolffstraße 20    | Nordend, Egenolffstraße 20 Lage                     | Mietshaus der Neurenaissance nach Entwurf von Hermann Walther. | 1899    |       |
| Mietshaus Egenolffstraße 21 | Mietshaus Egenolffstraße 21    | Nordend, Egenolffstraße 21 Lage                     | Mietshaus der Neurenaissance | 1900    |       |
| Mietshaus Egenolffstraße 22 | Mietshaus Egenolffstraße 22    | Nordend, Egenolffstraße 22 Lage                     | Mietshaus der Neurenaissance nach Entwurf von Hermann Walther. | 1899    |       |
| Mietshaus Egenolffstraße 23 | Mietshaus Egenolffstraße 23    | Nordend, Egenolffstraße 23 Lage                     | Mietshaus der Neurenaissance mit Klinkerfront und Seitenrisaliten. | 1899    |       |
| Mietshaus Egenolffstraße 24 | Mietshaus Egenolffstraße 24    | Nordend, Egenolffstraße 24 Lage                     | Mietshaus der Neurenaissance nach Entwurf von Hermann Walther. | 1900    |       |
| Mietshaus Egenolffstraße 25 | Mietshaus Egenolffstraße 25    | Nordend, Egenolffstraße 25 Lage                     | Mietshaus der Neurenaissance mit Klinkerfassade. | 1899    |       |
| weitere Bilder              | Mietshaus Egenolffstraße 26    | Nordend, Egenolffstraße 26 (=Rotlintstraße 52) Lage | Mietshaus nach Entwurf von Ernst Eduard Zimmermann mit gotisierender Fassade. | 1900    |       |
| weitere Bilder              | Mietshaus Egenolffstraße 29    | Nordend, Egenolffstraße 29 Lage                     | Mietshaus der Neurenaissance nach Entwurf von Hermann Walther. | 1899    |       |
| Mietshaus Egenolffstraße 30 | Mietshaus Egenolffstraße 30    | Nordend, Egenolffstraße 30 Lage                     | Mietshaus mit gotisierender Klinkerfassade. | 1902    |       |
| weitere Bilder              | Mietshaus Egenolffstraße 31    | Nordend, Egenolffstraße 31 Lage                     | Schlichtes Mietshaus der Neurenaissance. | 1899    |       |
| Mietshaus Egenolffstraße 32 | Mietshaus Egenolffstraße 32    | Nordend, Egenolffstraße 32 Lage                     | Mietshaus mit gotisierender Fassade, | 1902    |       |
| Mietshaus Egenolffstraße 33 | Mietshaus Egenolffstraße 33    | Nordend, Egenolffstraße 33 Lage                     | Mietshaus der Neurenaissanc. | 1899    |       |
| Mietshaus Egenolffstraße 34 | Mietshaus Egenolffstraße 34    | Nordend, Egenolffstraße 34 Lage                     | wie Egenolffstraße 32 | 1902    |       |
| weitere Bilder              | Mietshaus Egenolffstraße 35    | Nordend, Egenolffstraße 35 Lage                     | wie Egenolffstraße 33 | 1899    |       |
| Mietshaus Egenolffstraße 36 | Mietshaus Egenolffstraße 36    | Nordend, Egenolffstraße 36 Lage                     | wie Egenolffstraße 30 | 1902    |       |
| weitere Bilder              | Mietshaus Egenolffstraße 37    | Nordend, Egenolffstraße 37 Lage                     | wie Egenolffstraße 33 | 1899    |       |
| weitere Bilder              | Mietshaus Egenolffstraße 38    | Nordend, Egenolffstraße 38 Lage                     | Mietshaus nach Entwurf von Maximilian Helme mit gotisierender Fassade. | 1902    |       |
| weitere Bilder              | Mietshaus Egenolffstraße 39    | Nordend, Egenolffstraße 39 Lage                     | Repräsentatives Mietshaus der Neurenaissancemit variierten Eck- und Axialerkern. | 1895    |       |
| Mietshaus Egenolffstraße 40 | Mietshaus Egenolffstraße 40    | Nordend, Egenolffstraße 40 Lage                     | Mietshaus mit gotisierender Fassade. | 1902    |       |
| Mietshaus Egenolffstraße 4  | Mietshaus Egenolffstraße 4     | Nordend, Egenolffstraße 42 Lage                     | wie Egenolffstraße 40 | 1902    |       |
| Mietshaus Egenolffstraße 44 | Mietshaus Egenolffstraße 44    | Nordend, Egenolffstraße 44 Lage                     | Repräsentatives Mietshaus nach Entwurf von Maximilian Helme mit gotisierenden Formen und Eckerker – in städtebaulich bedeutsamer Position symmetrisch in der Friedberger Landstraße 110 ergänzt (s. u.). | 1902    |       |

### Eichwaldstraße
| Bild                                | Bezeichnung                         | Lage                                              | Beschreibung | Bauzeit | Daten |
| ----------------------------------- | ----------------------------------- | ------------------------------------------------- | --- | ------- | ----- |
| weitere Bilder                      | Eichwaldstraße 25                   | Nordend, Eichwaldstraße 25 Lage                   | Klassizistisches Etagenhaus architektonische Einheit mit Eichwaldstraße27.                                                              | 1878    |       |
| weitere Bilder                      | Eichwaldstraße 27                   | Nordend, Eichwaldstraße 27 Lage                   | wie Eichwaldstraße 25 | 1878    |       |
| Eichwaldstraße 48 (=Heidestraße 74) | Eichwaldstraße 48 (=Heidestraße 74) | Nordend, Eichwaldstraße 48 (=Heidestraße 74) Lage | (= Heidestraße 74) Schlichtes Mietshaus des Spätklassizismus.                                                                           | 1861    |       |
| weitere Bilder                      | Eichwaldstraße 50                   | Nordend, Eichwaldstraße 50 Lage                   | Konventionelles Mietshaus der Neurenaissance.                                                                                           | 1883    |       |
| weitere Bilder                      | Eichwaldstraße 51                   | Nordend, Eichwaldstraße 51 Lage                   | (= Heidestraße 67) Spätklassizistisches Mietshaus um 1860 – entlang der Heidestraße mit zeitgenössischem und schlichtem Anbau von 1865. | um 1860 |       |

### Eiserne Hand
| Bild            | Bezeichnung     | Lage                          | Beschreibung | Bauzeit | Daten |
| --------------- | --------------- | ----------------------------- | --- | ------- | ----- |
| weitere Bilder  | Eiserne Hand 7  | Nordend, Eiserne Hand 7 Lage  | Nobles Mietshaus der Neurenaissance im traditionellen Schema des Spätklassizismus mit antikisierendem Fassadendekor.                                | 1876    |       |
| Eiserne Hand 12 | Eiserne Hand 12 | Nordend, Eiserne Hand 12 Lage | Breitgelagertes Mietshaus der Neurenaissance mit klassizistischen Reminiszenzen an symmetrisch konzipierter Fassade. Schriftgießerei Flinsch (1863) | 1867    |       |
| Eiserne Hand 38 | Eiserne Hand 38 | Nordend, Eiserne Hand 38 Lage | Stattliches Mietshaus der Neurenaissancemit breitem Mittelrisalit; an der Fassade spärlicher Friesdekor im Geschmack des Spätklassizismus.          | 1865    |       |

### Elkenbachstraße
| Bild              | Bezeichnung       | Lage                            | Beschreibung                                                                               | Bauzeit | Daten |
| ----------------- | ----------------- | ------------------------------- | ------------------------------------------------------------------------------------------ | ------- | ----- |
| Elkenbachstraße 2 | Elkenbachstraße 2 | Nordend, Elkenbachstraße 2 Lage | Mietshaus der Neurenaissancemit Klinkerfassaden und Eckgiebel-, ursprüngliche Einfriedung. | 1891    |       |

### Erlenbacher Straße
| Bild           | Bezeichnung           | Lage                                                           | Beschreibung | Bauzeit | Daten |
| -------------- | --------------------- | -------------------------------------------------------------- | --- | ------- | ----- |
| weitere Bilder | Wartburg-Gemeindehaus | Nordend, Erlenbacher Straße 12 (=Günthersburgallee 94-96) Lage | (= Günthersburgallee 94-96) Wartburg-Gemeindehaus: Mietshaus mit Gemeindesaal nach Entwurf von Andreas Henß in vorwiegend neobarocken Formen. | 1905    |       |

### Eschenheimer Anlage
| Bild                   | Bezeichnung                               | Lage                                                                                | Beschreibung | Bauzeit | Daten |
| ---------------------- | ----------------------------------------- | ----------------------------------------------------------------------------------- | --- | ------- | ----- |
| weitere Bilder         | Eschenheimer Anlage 1 (=Mercatorstraße 1) | Nordend, Eschenheimer Anlage 1 (=Mercatorstraße 1) Lage                             | Stattliches Mietshaus in ausgewogenen Formen der Neurenaissance in dominierender Ecklage; Fassadenmitte durch aufwendigen Balkon betont. | 1890    |       |
| weitere Bilder         | Volksbildungsheim                         | Nordend, Eschenheimer Anlage 40 (=Eschersheimer Landstraße 2-4; = Oeder Weg 1) Lage | Das Volksbildungsheim war ein Gebäude der Erwachsenenbildung. Von 1963 bis 1995 befand sich hier das Theater am Turm. Heute wird das Gebäude unter dem Namen CineStar Metropolis als Multiplex-Kino und Veranstaltungszentrum genutzt. Schulungsgebäude von 1907/08 nach Entwurf von F. Vietze & W. Helfrich. Fassaden aus rotem Sandstein mit Motiven aus Neobarock und Jugendstil; opulenter Mittelrisalit mit Reliefdekor aus Musikinstrumenten und Schauspielmasken von F. Vietze; ursprüngliche Mansarddach u. Giebel zerstört. | 1908    |       |
| weitere Bilder         | Eschenheimer Anlage 20a                   | Nordend, Eschenheimer Anlage 20a Lage                                               | Schulgebäude nach Entwurf von Carl Friedrich Wilhelm Leonhardt in Mischformen aus Neobarock und Jugendstil. An übergiebelter Hauptfront konvex vorgewölbte Zwillingserker. | 1905/06 |       |
| Eschenheimer Anlage 24 | Eschenheimer Anlage 24                    | Nordend, Eschenheimer Anlage 24 Lage                                                | Neurenaissancevilla nach Entwurf von Johann Wilhelm Proesler mit Fachwerkund seitlichem Risalitgiebel. Fassadenerker in reicher Profilierung mit Brüstungsrelief. | 1906    |       |

### Eschersheimer Landstraße
| Bild                         | Bezeichnung                  | Lage                                                                 | Beschreibung | Bauzeit | Daten |
| ---------------------------- | ---------------------------- | -------------------------------------------------------------------- | --- | ------- | ----- |
| weitere Bilder               | Volksbildungsheim            | Nordend, Eschersheimer Landstraße 2-4 Lage                           | Volksbildungsheim | 1908    |       |
| weitere Bilder               | Eschersheimer Landstraße 26  | Nordend, Eschersheimer Landstraße 26 Lage                            | Nobles Mietshaus der Neurenaissancemit aufwendig dekorierter Sandsteinfassade, zentriert durch polygonalen Erker und Giebel.                                                                                      | 1887    |       |
| Eschersheimer Landstraße 40  | Eschersheimer Landstraße 40  | Nordend, Eschersheimer Landstraße 40 Lage                            | Klassizistische Vorstadtvilla in annähernd kubischer Form. | 1852    |       |
| Eschersheimer Landstraße 72  | Eschersheimer Landstraße 72  | Nordend, Eschersheimer Landstraße 72 Lage                            | Nobles Mietshaus des Spätklassizismus mit Balkonkaryatiden am Axialrisalit. | 1873    |       |
| Eschersheimer Landstraße 74  | Eschersheimer Landstraße 74  | Nordend, Eschersheimer Landstraße 74 Lage                            | Mietshaus der Neurenaissance. Fassade durch Kolossalpilaster dicht gegliedert; Eingang mit schmiedeeisernem Tor und Vordach.                                                                                      | 1873    |       |
| weitere Bilder               | Fürstenbergerschule          | Nordend, Eschersheimer Landstraße 96 (=Fürstenbergerstraße 152) Lage | Repräsentativer Schulbau nach Entwurf von Gustav Adolf Koch mit übergiebeltem Haupttrakt zwischen symmetrischen Eingangspavillons und Turnhalle; Bauplastik (u. a. Stadtadler).                                   | 1896    |       |
| weitere Bilder               | Elisabethenschule            | Nordend, Eschersheimer Landstraße 102 (=Vogtstraße 33-37) Lage       | Schulgebäude auf L-förmigem Grundriss nach Entwurf von R. Reinicke. Nordfassade, Vestibül, Haupttreppenhaus und einige Korridore von Dekorationsmotiven des Jugendstils geprägt; urspr Einfriedung (nach Norden). | 1909    |       |
| Eschersheimer Landstraße 110 | Eschersheimer Landstraße 110 | Nordend, Eschersheimer Landstraße 110 Lage                           | Mietshaus der Neurenaissance nach Entwurf von A. Wallmann; üppig in rotem Sandstein dekorierte Klinkerfassade (Vasen, Maskarons).                                                                                 | 1895    |       |

### Eysseneckstraße
| Bild                  | Bezeichnung           | Lage                                | Beschreibung | Bauzeit | Daten |
| --------------------- | --------------------- | ----------------------------------- | --- | ------- | ----- |
| weitere Bilder        | Eysseneckstraße 9     | Nordend, Eysseneckstraße 9 Lage     | Reihenvilla nach Entwurf von Andreas Henß mit aufwendiger, gotisierender Giebelfront und ursprünglicher Einfriedung. | 1899    |       |
| weitere Bilder        | Eysseneckstraße 11    | Nordend, Eysseneckstraße 11 Lage    | Reihenvilla nach Entwurf von Andreas Henß in formaler Variation zu Eysseneckstraße 9 mit üppigem Zierportal und Kuppel; ursprüngliche Einfriedung.                                                                                             | 1899    |       |
| weitere Bilder        | Eysseneckstraße 13/15 | Nordend, Eysseneckstraße 13/15 Lage | Reihenvillen nach Entwurf von Louis Modrow mit gotisierender Giebelfront und Säulenportal; ursprüngliche Einfriedung. | 1902    |       |
| Eysseneckstraße 17    | Eysseneckstraße 17    | Nordend, Eysseneckstraße 17 Lage    | Reihenvilla mit gotisierender Zierfassade und ursprünglicher Einfriedung. | 1899    |       |
| Eysseneckstraße 19    | Eysseneckstraße 19    | Nordend, Eysseneckstraße 19 Lage    | Reihenvilla als Ergänzung zu Eysseneckstraße 17 mit üppig dekorierter Giebelfront; ursprüngliche Einfriedung. | 1899    |       |
| Eysseneckstraße 21    | Eysseneckstraße 21    | Nordend, Eysseneckstraße 21 Lage    | Neoklassizistische Villa nach Entwurf von E. A. Karch. Brüstungsreliefs im Stil Louis-Seize: ursprüngliche Einfriedung. | 1909    |       |
| Eysseneckstraße 23/25 | Eysseneckstraße 23/25 | Nordend, Eysseneckstraße 23/25 Lage | Neoklassizistische Mietshäuser nach Entwurf von Anton Hilf; elegante Fassade durch antikisierenden Kuppelerker und Relief zentriert, ursprüngliche Einfriedung.                                                                                | 1909    |       |
| weitere Bilder        | Eysseneckstraße 39/41 | Nordend, Eysseneckstraße 39/41 Lage | Noble Mietshäuser des Neoklassizisnius nach Entwurf von Otto Rompel als Mitte einer Gebäudegruppe. Fassade mit Säulenrisalit und Brüstungsretiefs. Teil einer Baugruppe mit Melemstraße 2 und Neuhaußstraße 1; z. T ursprüngliche Einfriedung. | 1914    |       |

### Feststraße
| Bild                    | Bezeichnung             | Lage                        | Beschreibung | Bauzeit  | Daten |
| ----------------------- | ----------------------- | --------------------------- | --- | -------- | ----- |
| Mietshaus Feststraße 5  | Mietshaus Feststraße 5  | Nordend, Feststraße 5 Lage  | Nobles Mietshaus des Spätklassizismus mit ursprünglicher Einfriedung.                                                      | 1878     |       |
| Mietshaus Feststraße 6  | Mietshaus Feststraße 6  | Nordend, Feststraße 6 Lage  | Spätklassizistisches Mietshaus. Die Fassadendekoration ist zum Teil nachträglich appliziert. Die Einfriedung ist original. | 1864     |       |
| Mietshaus Feststraße 7  | Mietshaus Feststraße 7  | Nordend, Feststraße 7 Lage  | Spätklassizistisch geprägtes Mietshaus – konventionell in der Form, doch nobel im Detail; ursprüngliche Einfriedung.       | 1875     |       |
| Mietshaus Feststraße 11 | Mietshaus Feststraße 11 | Nordend, Feststraße 11 Lage | Mietshaus mit spätklassizistischen Reminiszenzen.                                                                          | ca. 1872 |       |
| Mietshaus Feststraße 13 | Mietshaus Feststraße 13 | Nordend, Feststraße 13 Lage | Spätklassizistisches Mietshaus mit Resten ursprünglichen Fassadendekors.                                                   | 1879     |       |
| Mietshaus Feststraße 17 | Mietshaus Feststraße 17 | Nordend, Feststraße 17 Lage | Spätklassizistisches Mietshaus, ähnlich wie Feststraße 13.                                                                 | 1876     |       |

### Feyerleinstraße
| Bild                     | Bezeichnung              | Lage                             | Beschreibung                                                   | Bauzeit | Daten |
| ------------------------ | ------------------------ | -------------------------------- | -------------------------------------------------------------- | ------- | ----- |
| Villa Feyerleinstraße 11 | Villa Feyerleinstraße 11 | Nordend, Feyerleinstraße 11 Lage | Neurenaissancevilla mit Wellgiebel und originaler Einfriedung. | 1930    |       |
| Villa Feyerleinstraße 13 | Villa Feyerleinstraße 13 | Nordend, Feyerleinstraße 13 Lage | Neurenaissancevilla mit Fachwerkgiebel und Eckturm.            | 1930    |       |
| weitere Bilder           | Villa Feyerleinstraße 14 | Nordend, Feyerleinstraße 14 Lage | Neurenaissancevilla mit Fachwerk im Tudorstil.                 | 1904    |       |

### Fichardstraße
| Bild              | Bezeichnung       | Lage                            | Beschreibung                                                                                           | Bauzeit | Daten |
| ----------------- | ----------------- | ------------------------------- | --- | ------- | ----- |
| weitere Bilder    | Fichardstraße 4   | Nordend, Fichardstraße 4 Lage   | Stattliches Mietshaus des Spätklassizismus mit nobel dekorierten Fensterstürzen und -brüstungen.       | 1865    |       |
| Fichardstraße 34  | Fichardstraße 34  | Nordend, Fichardstraße 34 Lage  | Stattliches Mietshaus der Neurenaissance. Fassaden in rhythmisiertem Fugenschnitt mit axialen Balkons. | 1874    |       |
| weitere Bilder    | Fichardstraße 36  | Nordend, Fichardstraße 36 Lage  | Konventionelles Mietshaus der Neurenaissance mit symmetrischer Fassade.                                | 1875    |       |
| Fichardstraße 38a | Fichardstraße 38a | Nordend, Fichardstraße 38a Lage | Mietshaus der Neurenaissance.                                                                          | 1890    |       |
| weitere Bilder    | Fichardstraße 40  | Nordend, Fichardstraße 40 Lage  | Mietshaus der Neurenaissance.                                                                          | 1889    |       |
| weitere Bilder    | Fichardstraße 42  | Nordend, Fichardstraße 42 Lage  | Mietshaus der Neurenaissance.                                                                          | 1889    |       |
| weitere Bilder    | Fichardstraße 44  | Nordend, Fichardstraße 44 Lage  | Mietshaus der Neurenaissance nach Entwurf von Johann August Hancke                                     | 1889    |       |
| Fichardstraße 44a | Fichardstraße 44a | Nordend, Fichardstraße 44a Lage | Mietshaus der Neurenaissance.                                                                          | 1889    |       |
| weitere Bilder    | Fichardstraße 46  | Nordend, Fichardstraße 46 Lage  | Elegante Villa des Spätklassizismus mit zurückliegender Freitreppe und asymmetrischem Balkonrisalit.   | 1875    |       |
| Fichardstraße 50  | Fichardstraße 50  | Nordend, Fichardstraße 50 Lage  | Nobles Etagenhaus der Neurenaissance im Schema spätklassizistischer Villen mit symmetrischer Fassade.  | 1874    |       |
| weitere Bilder    | Fichardstraße 52  | Nordend, Fichardstraße 52 Lage  | Mietshaus der Neurenaissance mit symmetrischer Fassade.                                                | 1875    |       |

### Finkenhofstraße
| Bild               | Bezeichnung                | Lage                                     | Beschreibung | Bauzeit  | Daten |
| ------------------ | -------------------------- | ---------------------------------------- | --- | -------- | ----- |
| weitere Bilder     | Finkenhofstraße 11/13      | Nordend, Finkenhofstraße 11/13 Lage      | Spätklassizistische Mietshausgruppe mit überhöhter Gebäudeecke und ursprünglichem Balkongitter als Rest reichen Fassadendekors.                                                     | ca. 1858 |       |
| weitere Bilder     | Finkenhofstraße 15         | Nordend, Finkenhofstraße 15 Lage         | Nobles Mietshaus des Spätklassizismus von mit ausgewogener Fassadengliederung durch Lisenen und Fugenschnitt.                                                                       | ca. 1863 |       |
| weitere Bilder     | Finkenhofstraße 17         | Nordend, Finkenhofstraße 17 Lage         | Spätklassizistische Villa, heute Logenhaus; rückwärtig 1923 um einen Saalbau (Finkenhof) auf L-förmigem Grundriss mit expressionistischen Anklängen erweitert (s. u. Leimenrode 8), | ca. 1858 |       |
| weitere Bilder     | Finkenhofstraße 19         | Nordend, Finkenhofstraße 19 Lage         | Spätklassizistische Villa, gegen 1870 verändert, Einfriedung um 1900. | ca. 1858 |       |
| weitere Bilder     | Finkenhofstraße 21         | Nordend, Finkenhofstraße 21 Lage         | Mietshaus des Spätklassizismus mit symmetrischer Fassade durch Risalit zentriert, seitlich heraustretendes Treppenhaus.                                                             | ca. 1858 |       |
| weitere Bilder     | Finkenhofstraße 23/25      | Nordend, Finkenhofstraße 23/25 Lage      | Spätklassizistisches Doppelhaus mit Einfriedung aus der Zeit um 1900. | ca. 1858 |       |
| weitere Bilder     | Finkenhofstraße 28 und 28h | Nordend, Finkenhofstraße 28 und 28h Lage | Ländliches Vorstadthaus im Geschmack des romantischen Klassizismus; rückwärtig Gartenhaus um 1870 in Fachwerk.                                                                      | ca. 1858 |       |
| weitere Bilder     | Finkenhofstraße 29         | Nordend, Finkenhofstraße 29 Lage         | Stattliches Mietshaus in der Tradition des Klassizismus. | 1872     |       |
| weitere Bilder     | Finkenhofstraße 30         | Nordend, Finkenhofstraße 30 Lage         | Spätklassizistisches Mietshaus in villenartigen Dimensionen. | ca. 1858 |       |
| weitere Bilder     | Finkenhofstraße 32         | Nordend, Finkenhofstraße 32 Lage         | Neoklassizistisches Mietshaus mit konvexem Vorbau und spärlicher Fassadendekoration.                                                                                                | 1912     |       |
| weitere Bilder     | Finkenhofstraße 34         | Nordend, Finkenhofstraße 34 Lage         | Ländliches Vorstadthaus im Geschmack des romantischen Klassizismus; urspr. Einfriedung.                                                                                             | ca. 1858 |       |
| Finkenhofstraße 36 | Finkenhofstraße 36         | Nordend, Finkenhofstraße 36 Lage         | Klassizistisches Etagenhaus mit axialern Fassadenrisalit. | ca. 1858 |       |
| Finkenhofstraße 42 | Finkenhofstraße 42         | Nordend, Finkenhofstraße 42 Lage         | Klassizistische Villa in kubischer Form. | ca. 1858 |       |
| weitere Bilder     | Finkenhofstraße 44         | Nordend, Finkenhofstraße 44 Lage         | Klassizistische Villa mit symmetrischer Front. | ca. 1858 |       |

### Friedberger Anlage
| Bild           | Bezeichnung                      | Lage                                 | Beschreibung | Bauzeit | Daten |
| -------------- | -------------------------------- | ------------------------------------ | --- | ------- | ----- |
| weitere Bilder | Hochbunker                       | Nordend, Friedberger Anlage 5-6 Lage | Errichtet 1941–43 an Stelle der bei den Novemberpogromen 1938 am 10. November 1938 vorsätzlich durch Brand zerstörten Synagoge Friedberger Anlage der orthodoxen Israelitischen Religionsgesellschaft. Der 1907 errichtete Jugendstilbau war die größte Synagoge Frankfurts und eine der größten Europas. | 1941    |       |
| weitere Bilder | Etagenhaus Friedberger Anlage 15 | Nordend, Friedberger Anlage 15 Lage  | Villenähnliches Etagenhaus der Neurenaissance im traditionellen Bauschema des Klassizismus. In der Beletage Brüstungsbaluster und Relieftympana. | 1871    |       |
| weitere Bilder | Mietshaus Friedberger Anlage 22  | Nordend, Friedberger Anlage 22 Lage  | Mietshaus spätklassizistischer Prägung; durch Tor, Portalanlage und Übergiebelte Fassadenachse 1899 neobarock bereichert. | 1871    |       |

### Friedberger Landstraße
| Bild                       | Bezeichnung                         | Lage                                                                | Beschreibung | Bauzeit  | Daten |
| -------------------------- | ----------------------------------- | ------------------------------------------------------------------- | --- | -------- | ----- |
| weitere Bilder             | Hessendenkmal                       | Nordend, Friedberger Landstraße Lage                                | Das Hessendenkmal des Bildhauers Johann Christian Ruhl wurde zum Andenken an die Soldaten hessischer Einheiten errichtet, die am 2. Dezember 1792 beim Sturm auf die von der französischen Armee unter der Führung von Adam Phillippe de Custine besetzte Stadt fielen. | 1793     |       |
| weitere Bilder             | v. Bethmannsches Landhaus           | Nordend, Friedberger Landstraße 8 Lage                              | Klassizistische Baugruppe mit englischem Park. | um 1780  |       |
| Friedberger Landstraße 47  | Friedberger Landstraße 47           | Nordend, Friedberger Landstraße 47 Lage                             | Mietshaus mit symmetrischer Neurenaissancefassade und überkuppeltem Eckerker aus gelbem Sandstein. | ca. 1888 |       |
| weitere Bilder             | Mietshaus Friedberger Landstraße 94 | Nordend, Friedberger Landstraße 94(=Vogelsbergstraße 48) Lage       | Stattliches Mietshaus nach Entwurf von Max Jacobi mit gotisierenden Fassaden aus Klinker und hellem Sandstein in wirksamer Eckposition. | 1895     |       |
| Friedberger Landstraße 96  | Friedberger Landstraße 96           | Nordend, Friedberger Landstraße 96 Lage                             | Konventionelles Mietshaus der Neurenaissance. | 1894     |       |
| Friedberger Landstraße 98  | Friedberger Landstraße 98           | Nordend, Friedberger Landstraße 98 Lage                             | Stattliches Mietshaus der Neurenaissance nach Entwurf von Louis Schwennhagen mit übergiebeltem Axialerker. | 1894     |       |
| Friedberger Landstraße 100 | Friedberger Landstraße 100          | Nordend, Friedberger Landstraße 100 Lage                            | Mietshaus der Neurenaissance nach Entwurf von Philipp Reinhardt Kleinhansz. | 1898     |       |
| Friedberger Landstraße 102 | Friedberger Landstraße 102          | Nordend, Friedberger Landstraße 102 Lage                            | Stattliches Mietshaus des Neobarock nach Entwurf von Max Jacobi mit originell durch den Wechsel konkaver und konvexer Form gestalteten Balkons. | 1894     |       |
| Friedberger Landstraße 104 | Friedberger Landstraße 104          | Nordend, Friedberger Landstraße 104 Lage                            | Mietshaus der Neurenaissance mit relativ reicher Klinkerfront. | 1895     |       |
| Friedberger Landstraße 110 | Friedberger Landstraße 110          | Nordend, Friedberger Landstraße 110 Lage                            | Mietshaus nach Entwurf von Maximilian Helme mit gotisierenden Formen und Eckerker in städtebaulich bedeutsamer Position. | 1902     |       |
| Friedberger Landstraße 195 | Friedberger Landstraße 195          | Nordend, Friedberger Landstraße 195 Lage                            | Städtebaulich markantes Eckhaus nach Entwurf von Gustav Günther mit neoklassizistischen Giebelfassaden und paarigen Kuppelerkern. | 1912     |       |
| weitere Bilder             | Wasserpark                          | Nordend, Friedberger Landstraße 338 (=Dortelweiler Straße 105) Lage | Park Pumpenhäuser, Hochbehälter und Obelisk |          |       |

### Fürstenbergerstraße
| Bild           | Bezeichnung                 | Lage                                                                 | Beschreibung                                                                                             | Bauzeit | Daten |
| -------------- | --------------------------- | -------------------------------------------------------------------- | --- | ------- | ----- |
| weitere Bilder | Fürstenbergerstraße 139     | Nordend, Fürstenbergerstraße 139 Lage                                | Neoklassizistisches Mietshausmit axialem Erker an sparsam dekorierter Fassade.                           | 1912    |       |
| weitere Bilder | Fürstenbergerstraße 141     | Nordend, Fürstenbergerstraße 141 Lage                                | Mietshaus des Neoklassizismus nach Entwurf von Julius Wilhelm Schäfer mit nobler Giebelfassade.          | 1912    |       |
| weitere Bilder | Fürstenbergerstraße 143     | Nordend, Fürstenbergerstraße 143 Lage                                | Neobarockes Mietshausnach Entwurf von Jean Stamm mit Giebelfront als Teil einer symmetrischen Baugruppe. | 1908    |       |
| weitere Bilder | Fürstenbergerstraße 145/147 | Nordend, Fürstenbergerstraße 145/147 Lage                            | wie Fürstenbergerstraße 143.                                                                             | 1907    |       |
| weitere Bilder | Fürstenbergerschule         | Nordend, Fürstenbergerstraße 152 (=Eschersheimer Landstraße 96) Lage | (s. Eschersheimer Landstraße 96) Fürstenberger Schule                                                    | 1896    |       |